# Castello di Altaguardia
Castello di Altaguardia oder Castello di Altaguarda ist die Ruine einer Höhenburg in der italienischen Gemeinde Bresimo im Trentino.

## Lage
Die Ruine befindet sich im Valle di Bresimo, einem nordwestlichen Seitental des Nonstals am südlichen Rand des Ilmenkammes, auf 1280 m s.l.m. Sie ist damit die höchstgelegene Burganlage im Trentino. Der Burgberg liegt zu Füßen des Monte Pin (2420 m) oberhalb der zur Gemeinde Bresimo gehörenden Fraktion Baselga auf der orographisch linken Seite des Torrente Barnes. Von ihm aus konnte man weit in das Nonstal hineinblicken, woraus sich unter anderem auch der deutsche Name Schloss Altenwarth oder Hohenwarth ableitet. Zugleich kontrollierte man von hier aus die seit alters her genutzten Wege, die vom Valle di Bresimo in das Ultental und das Val di Rabbi führten.

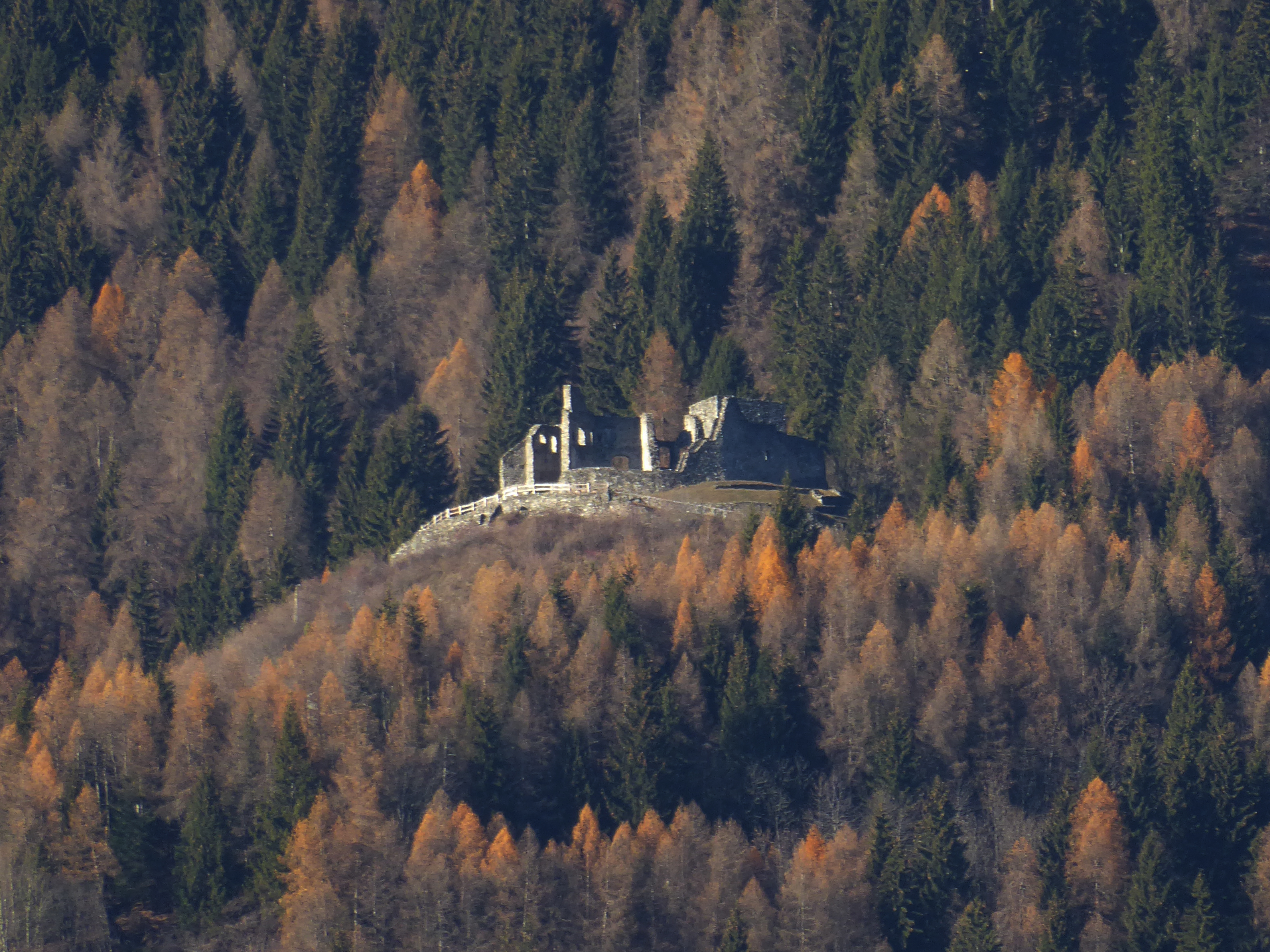
Die Burgruine von Osten aus gesehen
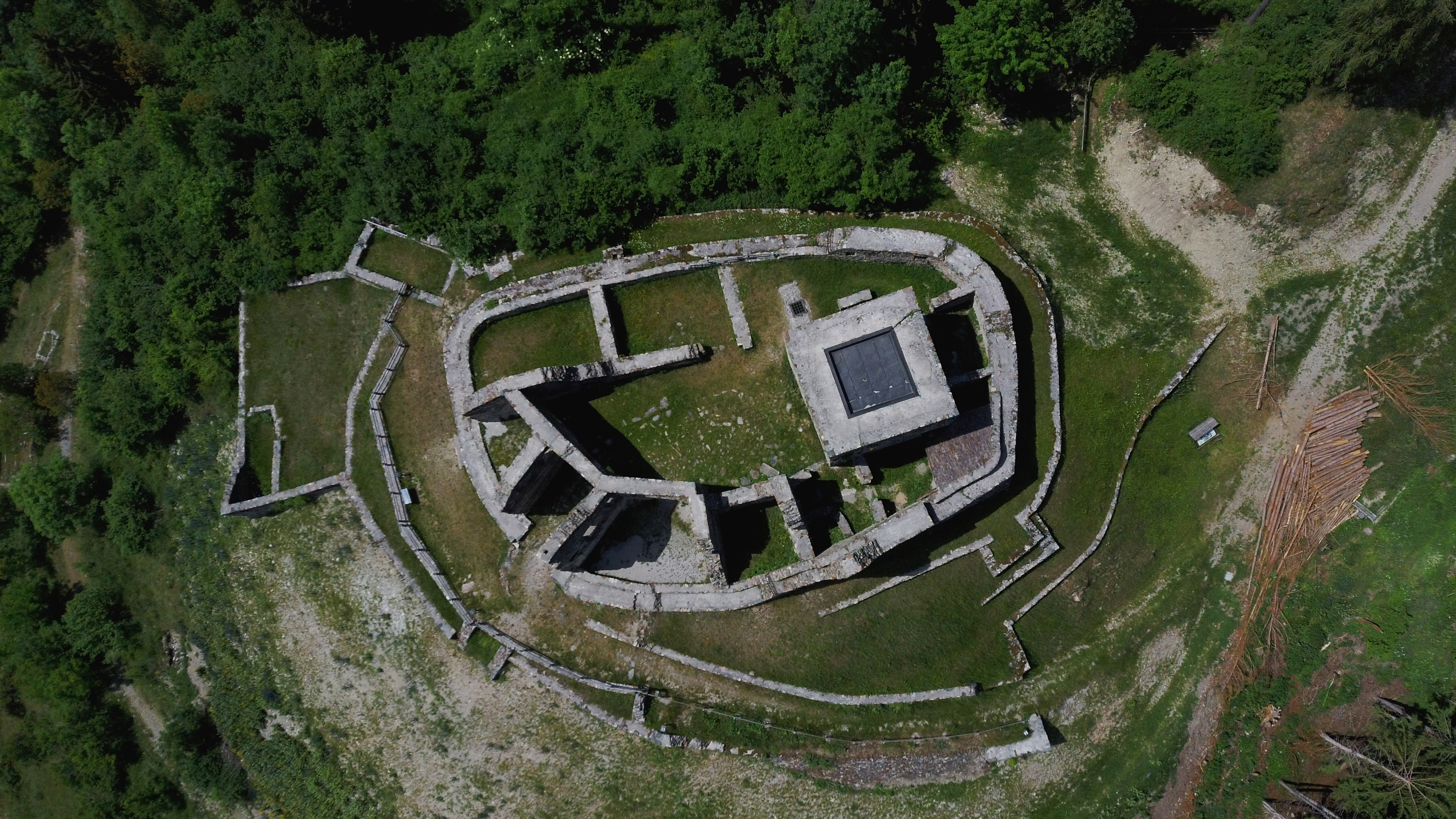
Umriss von Altaguardia
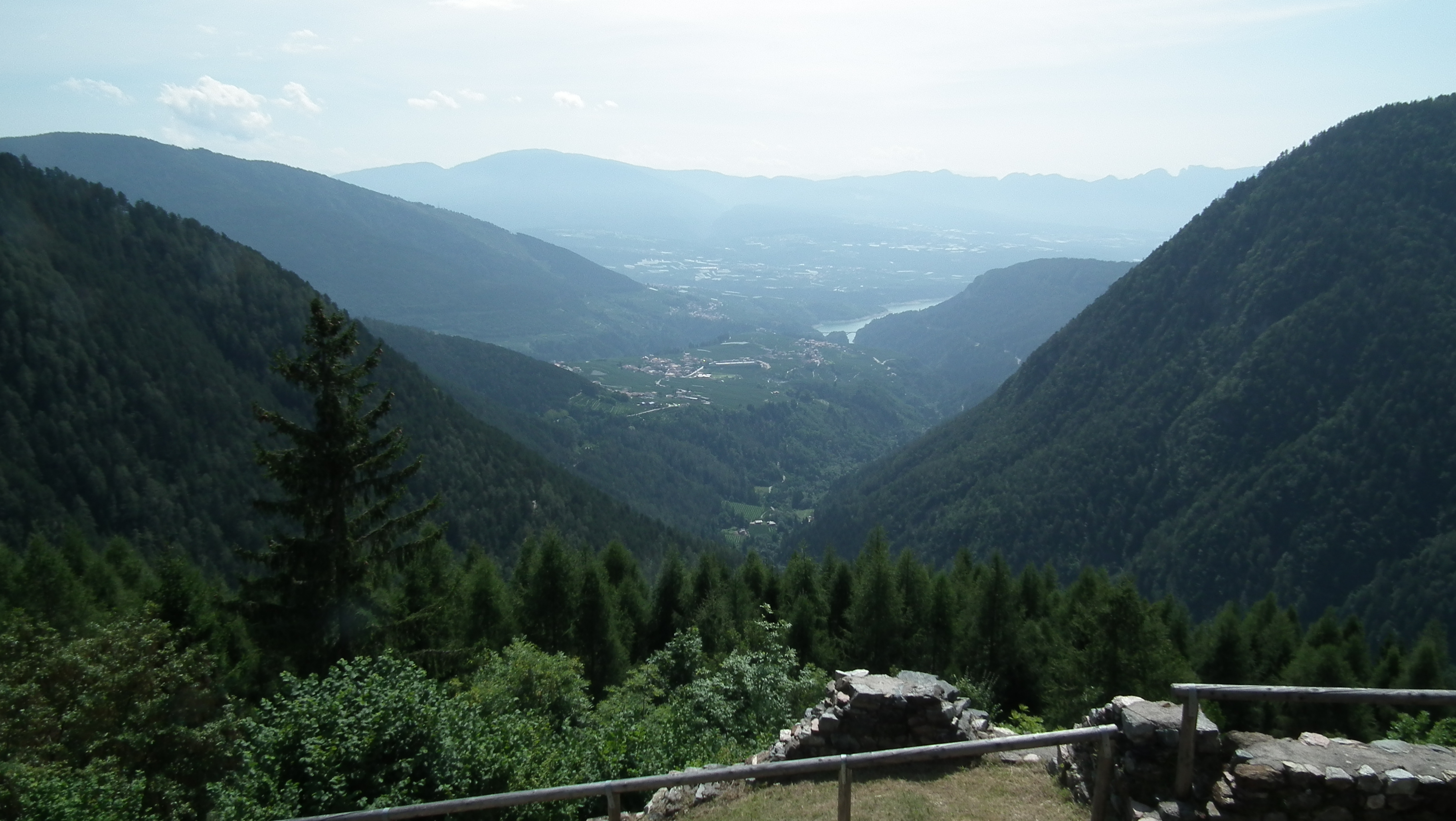
Aussicht auf das untere Valle di Bresimo und das Nonstal mit der Santa-Giustina-Talsperre, im Hintergrund der Mendelkamm

## Geschichte
Einige sporadische archäologische Funde belegen, dass der Burgberg bereits in der Ur- und Frühgeschichte begangen wurde. Neben einigen Fibeln, die der späten Eisenzeit zugeschrieben werden, wurde unter anderem eine Münze aus der römischen Kaiserzeit gefunden.
Erstmals urkundlich erwähnt wurde die Burg 1272 als castrum Altavarde. In der vom Fürstbischof von Trient Egno von Eppan ausgestellten Urkunde vergab der Fürstbischof einem gewissen Rempertus de Altavarda et de Livo ein Grundstück unterhalb der Burg als Lehen. Als Vasallen des Fürstbischofs nahmen die Altaguardia im Streit um Einflussbereiche an den Auseinandersetzungen gegen die Vasallen der Grafen von Tirol teil. Bei den Kämpfen, die zwischen 1370 und 1371 ihren Höhepunkt im Nons- und Sulzberg erreichten, wurde die Burg bei den Überfällen von Sandro di Rallo in Mitleidenschaft gezogen und musste in der Folge ausgebessert werden. Das Geschlecht der Altaguardia blieb bis 1372 im Besitz ihrer Stammburg, als das Geschlecht erlosch. Anschließend ging sie in den Besitz von Antonio di Sant’Ippolito über, dessen Stammburg bei Mechel südwestlich von Cles lag.
Während des von Rodolfo Belenzani angeführten Aufstandes im Februar 1407 wurde die Burg von den Aufständischen angegriffen, die Soldaten des Fürstbischofs getötet, die Burg geplündert und schließlich in Brand gesteckt. Ebenso erging es der Stammburg des Sant’Ippolito bei Mechel und der Burg von Tuenno. Entgegen der Anordnung von Fürstbischof Georg von Liechtenstein wurde die Anlage jedoch wieder aufgebaut und 1420 erwarb sie die Familie Thun von Castel Bragher, die einen Burgvogt auf Altaguardia einsetzten. Die Übernahme durch die Thun stieß nicht auf das Wohlwollen der Bevölkerung, da die Thun dafür bekannt waren, dass sie mit allen Mitteln versuchten sich die lokale Bevölkerung untertänig zu machen. Tatsächlich diente Castel Altaguardia den Thun vor allem um die Bevölkerung einzuschüchtern und um ihre Macht zu demonstrieren. Nur gelegentlich zogen sich die Thun selbst auf Altguardia zurück, im Sommer wenn es ihnen im Tal zu heiß wurde oder wenn die nächste Pestepidemie im Nonstal grassierte.
1461 verlieh Kaiser Friedrich III. die Hohe Gerichtsbarkeit an Simon von Thun, worauf auf Castello di Altaguardia ein Richter eingesetzt und eine Hinrichtungsstätte errichtet wurde. 1467 wurde die Burg von Fürstbischof Johannes Hinderbach als Lehen an die Familie Thun vergeben. Die fürstbischöfliche Investitur an die Thun wurde später mehrmals, unter anderem durch Bernhard von Cles, und zuletzt 1745 bestätigt.
Um die Mitte des 17. Jahrhunderts brannte die Burg ab. Ein nur zögernd durchgeführter Wiederaufbau war 1708 immer noch nicht abgeschlossen. Die den heiligen Fabian und Sebastian geweihte Burgkapelle wurde noch bis 1780 für religiöse Zwecke genutzt. Danach wurde die Burg endgültig aufgegeben und 1852 war sie bereits zu einer Ruine zerfallen. Gegen Ende des 19. Jahrhunderts verkauften die Thun die Ruine und die umliegenden Ländereien an die Gemeinde Bresimo für 23.000 Kronen.
Die Ruine wurde in jüngster Zeit restauriert. Bei den von der Provinz Trient durchgeführten Arbeiten wurden vor allem die Mauern konsolidiert und vor dem weiteren Verfall geschützt.

## Beschreibung
Die im Laufe der Geschichte mehrmals durch Umbauten veränderte Burganlage dehnt sich vor allem vertikal aus. Aus den erhaltenen Mauerresten ist die Grundstruktur der Anlage noch gut zu erkennen, wobei der Zweck der einzelnen Gebäudeteile sich nur in Teilen rekonstruieren lässt.
Um die ellipsenförmige sich in Nord-Süd-Richtung ausgerichtete Ringburg verlaufen konzentrisch mehrere Außenmauer. Der aus Bruchstein errichtete Bergfried befindet sich an der Nordseite der Ringburg. Um ihn reiht sich der Innenhof mit den ehemaligen Wirtschafts- und Wohngebäuden an. Neben dem an der Südseite gelegenen Eingang zur Ringburg lag vermutlich der zweistöckige Palas, was sich aus dem Vorhandensein der eckigen Mauerlöcher schließen lässt, in denen die Balken für die Zwischendecke gefasst waren. Neben dem Palas schließen nördlich Wirtschaftsgebäude mit den Spuren eines ehemaligen Kamins an. Die zwischen Bergfried und Ringmauer liegenden Räumlichkeiten dienten wahrscheinlich als Lagerräume. Am südwestlichen Eck des Bergfrieds befindet sich der vergitterte Schacht mit der darunter liegenden Zisterne.
Die die Ringmauer umgebenden, in mehreren Stufen errichteten Außenmauern haben eine geringere Stärke. An der Südseite der äußeren Mauer sind noch die Fundamente von zwei viereckigen Türmen zu erkennen. Ein weiterer dritter Turm befand sich am Zwinger an der Nordostseite der Anlage. Von der Burgkapelle sind keine Spuren mehr erhalten, so dass über ihre räumliche Einordnung nur gemutmaßt werden kann. Die Burg bedeckt eine Fläche von 2250 m² einschließlich zweier außerhalb der Mauern liegender Gebäude. Der mit Schießscharten versehene Bergfried ist bis auf eine Höhe von 7 m erhalten. Seine Mauern sind 2,3 m stark und weisen die gleiche Stärke wie die Ringmauer auf. Bei den Außenmauern reduziert sich die Mauerstärke auf bis zu 80 cm. Für den Bau wurde Bruchstein verschiedener Gesteinsarten aus der näheren Umgebung verwendet.

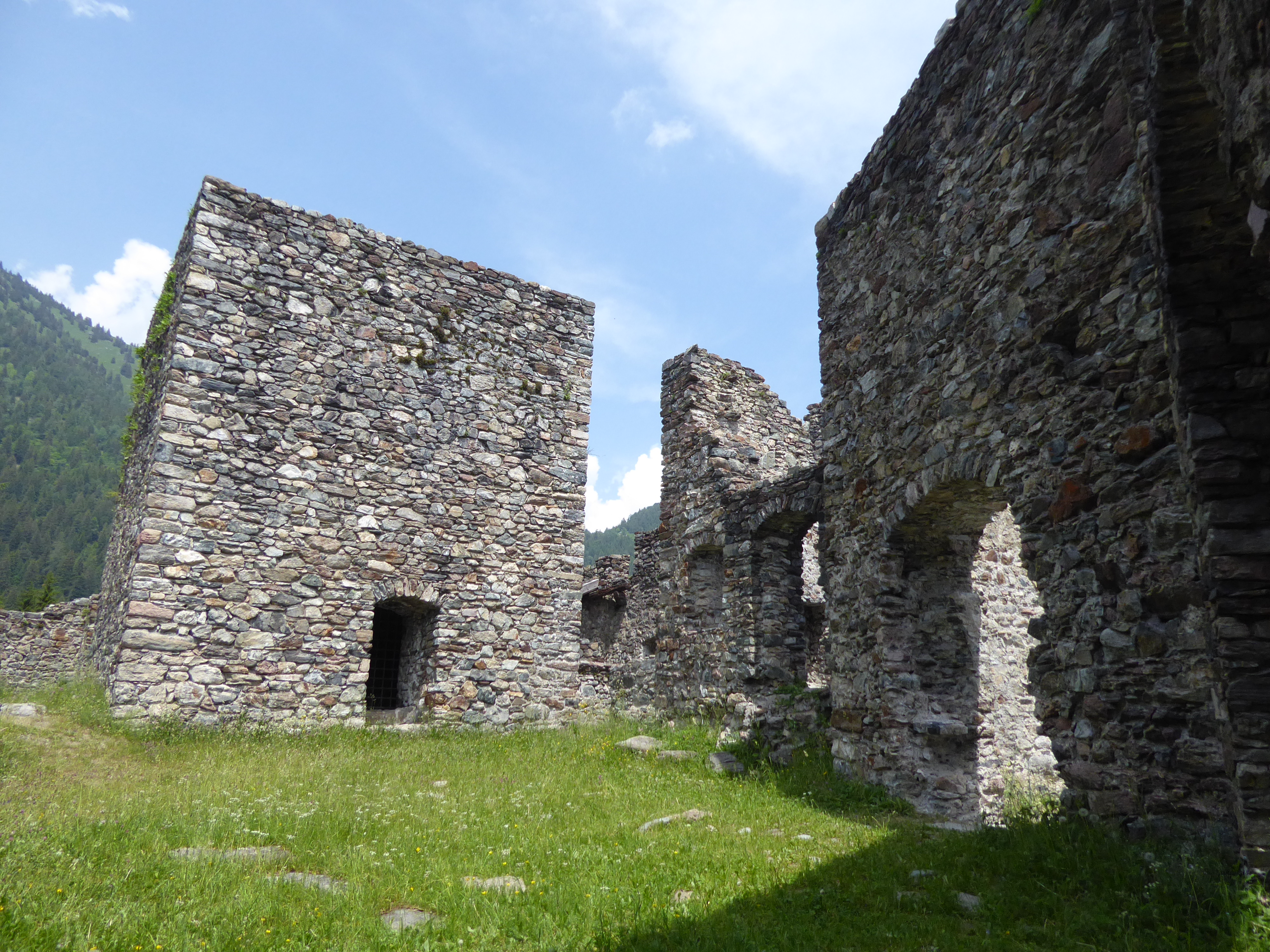
Bergfried mit seinem südseitig ausgerichteten Eingang, rechts der Eingang zur Ringburg
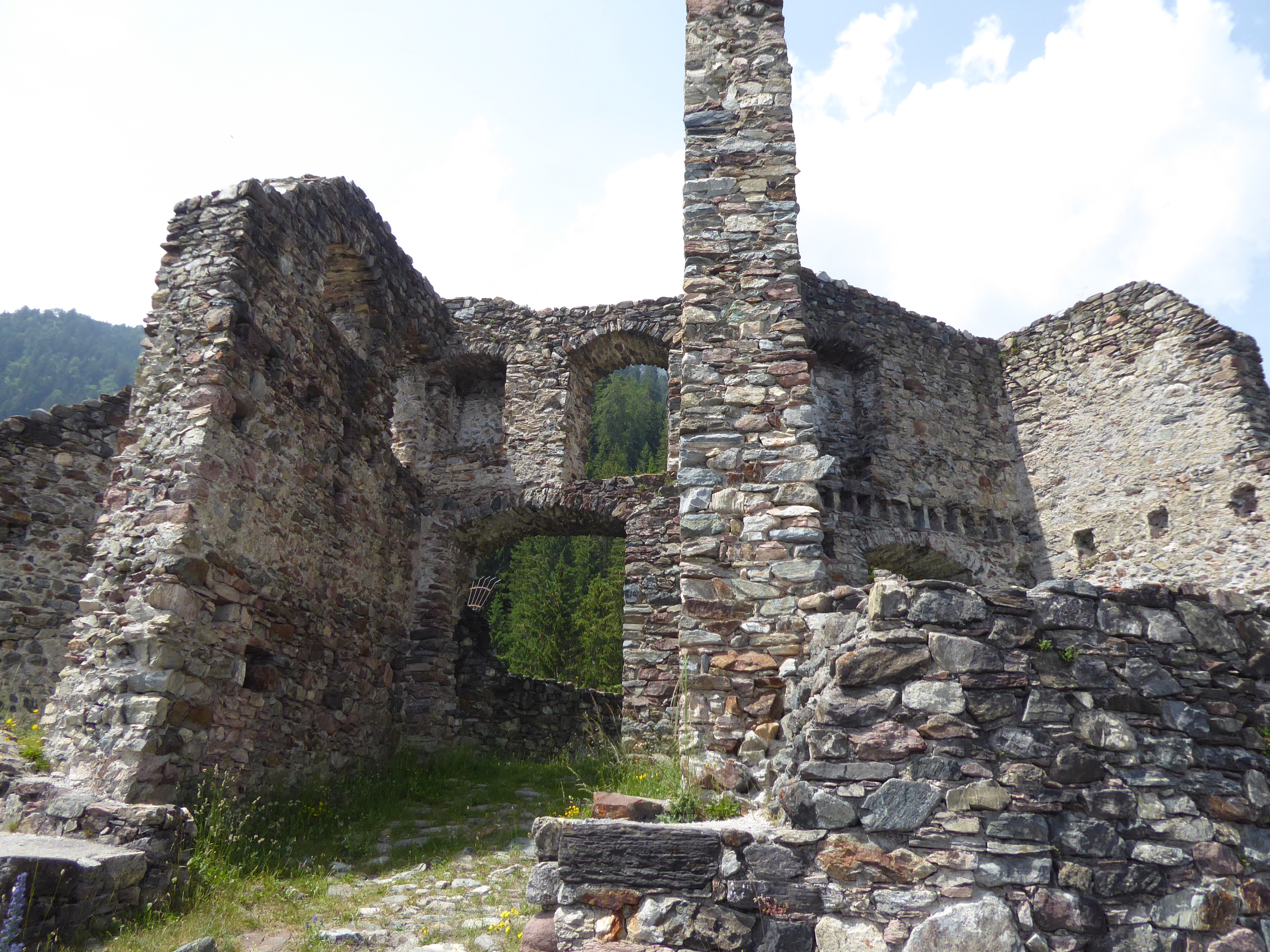
Eingang zur Ringburg mit dem rechts angrenzenden Palas
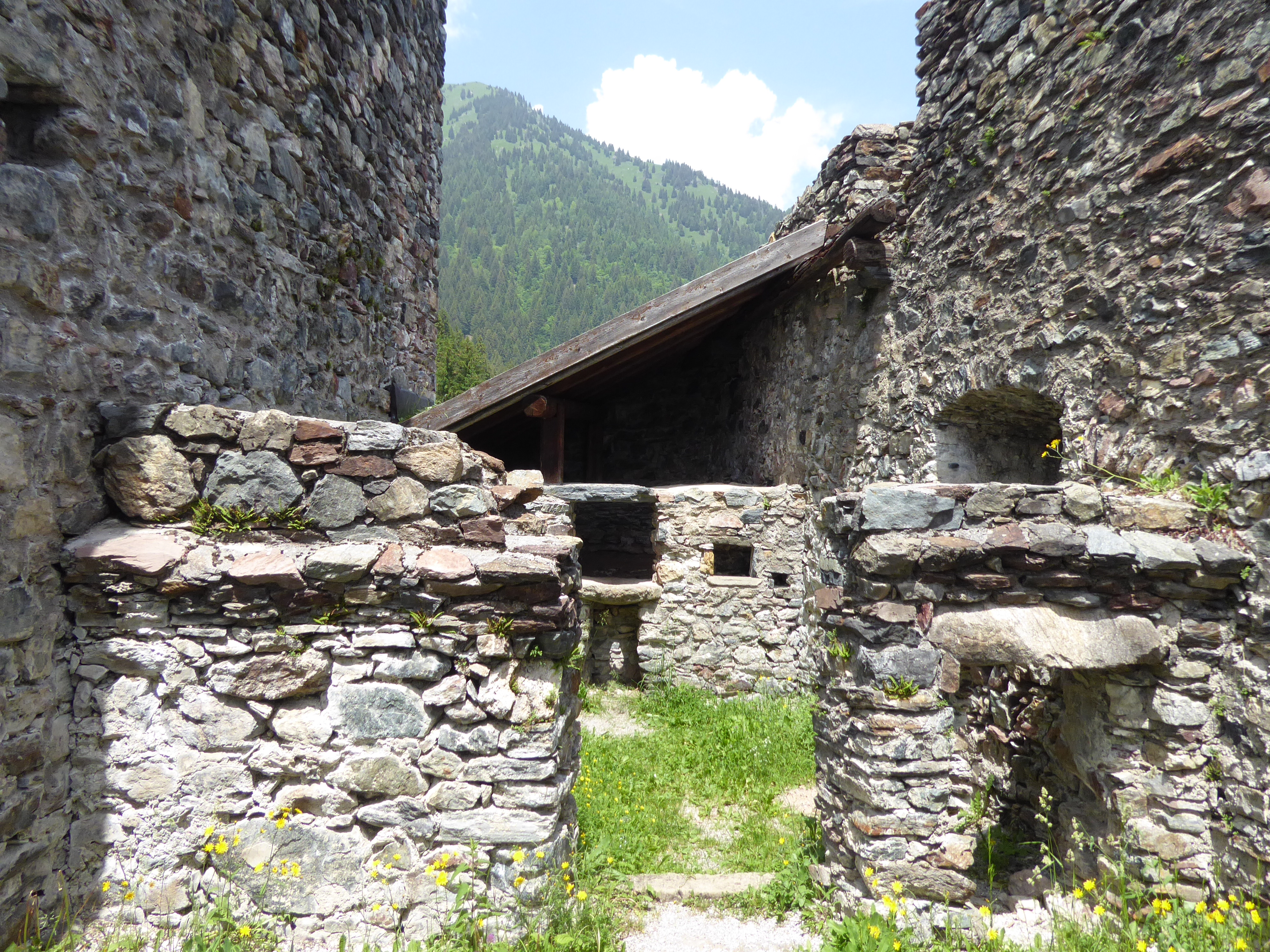
Die zwischen Bergfried (links) und Ringmauer (rechts) gelegenen Räume
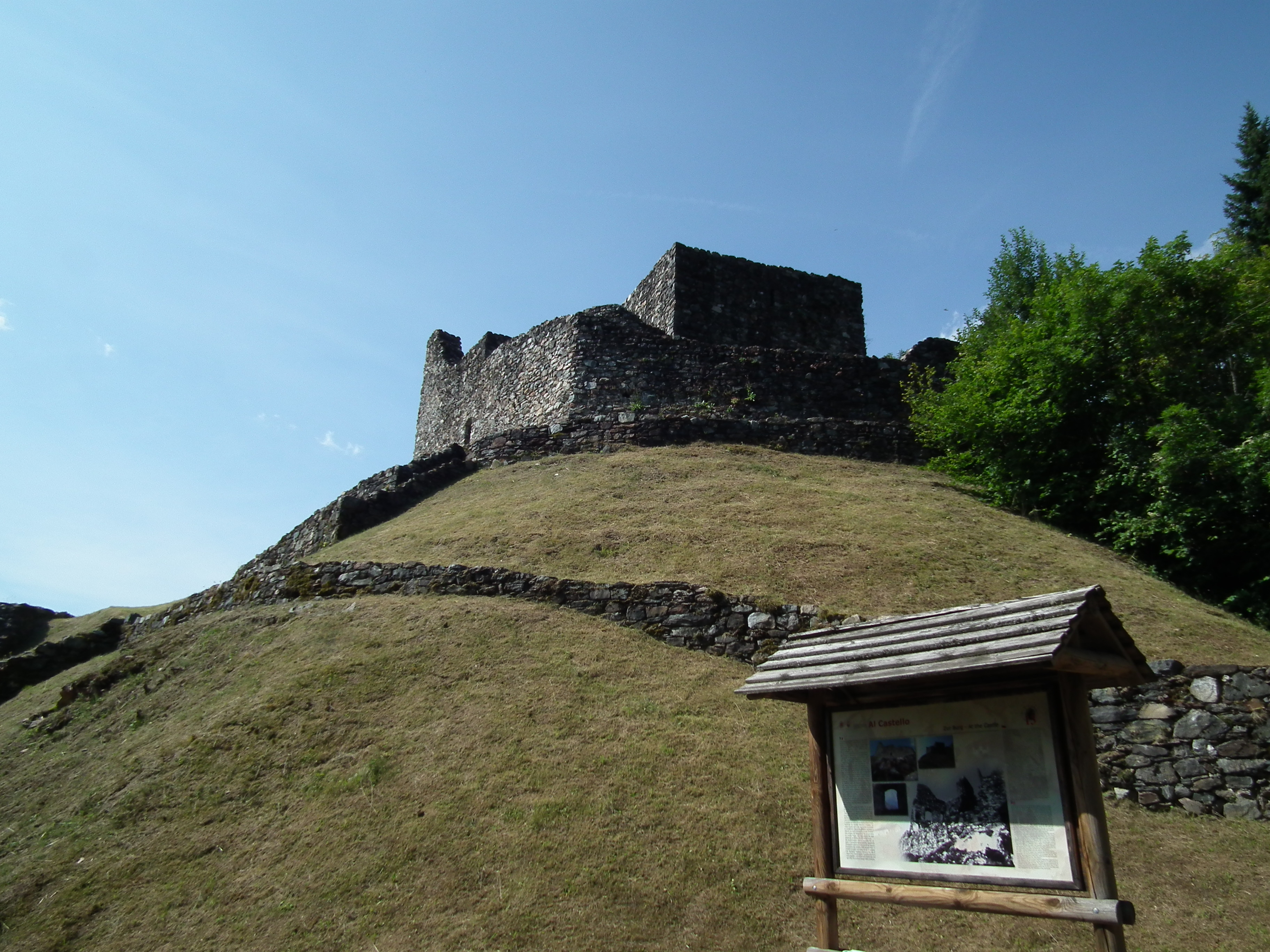
Die stufenförmig konzentrisch um die Ringburg angelegten Außenmauern